# ریجویس کاپفومووتی
ریجویس کاپفومووتی (انگلیسی: Rejoice Kapfumvuti؛ زادهٔ ۱۸ نوامبر ۱۹۹۱) یک فوتبالیست اهل زیمبابوه است.
وی بازیکن تیم ملی فوتبال بانوان زیمبابوه و به نمایندگی از این کشور در رقابت‌های فوتبال بانوان در بازی‌های المپیک تابستانی ۲۰۱۶ حضور داشت.